# Paweł Biłko
Paweł Biłko (ur. 6 czerwca 1988 w Chrzanowie) – polski piłkarz ręczny.

## Przebieg kariery
Paweł Biłko jest wychowankiem MTS Chrzanów/MOS Chrzanów, w którym spędził 2 sezony występując w 20 meczach ligowych, zdobywając w nich 9 bramek. W ekstraklasie zadebiutował 16 lutego 2008 w barwach PMKS Focus Park-Kiper Piotrków Trybunalski. Wraz z tą drużyną zdobył w sezonie 2007/2008 i 2008/2009 - 5 miejsce, w sezonie 2009/2010 - 8 miejsce. W Piotrkowie spędził 3 sezony, występując w 19 meczach ligowych, zdobywając w nich 8 bramek. W sezonie 2010/2011 powrócił na 1-ligowe parkiety, tym razem występował w drużynie NMC POWEN Zabrze, z którym wywalczył mistrzostwo 1 ligi i awansował do Superligi, w zespole ze śląska spędził tylko 1 sezon występując w 13 meczach ligowych, zdobywając w nich 13 bramek. Po owym sezonie przeszedł do zespołu Czuwaj Przemyśl, który wówczas zajął 2 miejsce w rozgrywkach 1 ligowych, awansując poprzez baraże do Superligi, w zespole z Podkarpacia spędził 1 sezon występując w 11 meczach ligowych, zdobywając w nich 4 bramki.

## Sukcesy
- 2010/2011:  Mistrzostwo 1 ligi (grupa B), awans do PGNiG Superligi z NMC POWEN Zabrze,
- 2011/2012:  Wicemistrzostwo 1 ligi (grupa B), awans do PGNiG Superligi z Czuwaj Przemyśl,

## Bilans klubowy w rozgrywkach ligowych
| Sezon     | Klub                     | Liga             | Mecze | Bramki | 2 min. | U |
| 2005/2006 | MTS Chrzanów             | I liga polska    | 4     | 3      | 0      | 0 |
| 2006/2007 | MTS Chrzanów             | I liga polska    | 16    | 6      | 3      | 1 |
| 2007/2008 | MKS Piotrków Trybunalski | Ekstraklasa      | 2     | 2      | 0      | 0 |
| 2008/2009 | MKS Piotrków Trybunalski | Ekstraklasa      | 11    | 3      | 7      | 1 |
| 2009/2010 | MKS Piotrków Trybunalski | Superliga        | 6     | 3      | 4      | 1 |
| 2010/2011 | NMC POWEN Zabrze         | I liga polska    | 13    | 13     | 3      | 0 |
| 2011/2012 | Czuwaj Przemyśl          | I liga polska    | 11    | 4      | 4      | 0 |
| 2012/2013 | Rørvik IL Håndball       | IV liga norweska | ?     | ?      | ?      | ? |
| 2013/2014 | Rørvik IL Håndball       | IV liga norweska | ?     | ?      | ?      | ? |
| 2013/2014 | Rørvik IL Håndball       | IV liga norweska | ?     | ?      | ?      | ? |
|           |                          | Łącznie:         | 63    | 34     | 21     | 3 |